# Comuna Jolobne, Novohrad-Volînskîi
Jolobne (în ucraineană Жолобненська сільська рада) este o comună în raionul Novohrad-Volînskîi, regiunea Jîtomîr, Ucraina, formată din satele Budîșcea, Jolobne (reședința) și Korîtîșcea.

## Demografie
Componența lingvistică a comunei Jolobne
     Ucraineană (98,85%)
     Alte limbi (1,07%)
Conform recensământului din 2001, majoritatea populației comunei Jolobne era vorbitoare de ucraineană (98,85%), existând în minoritate și vorbitori de alte limbi.